# Аксаков, Михаил Николаевич
Михаи́л Никола́евич Акса́ков (1755—12 (24) июня 1818) — генерал-лейтенант, сенатор из рода Аксаковых.

## Биография
Родился в семье будущего ярославского губернатора Николая Ивановича Аксакова. В службу был записан в 1771 году рядовым в лейб-гвардии Измайловский полк, из которого в 1783 году был выпущен капитаном в армию. Однако в том же году он перешёл на придворную службу, получил гражданский чин коллежского асессора и определён в ведение обер-егермейстера. В 1785—1788 годах заведовал руст-камерой её величества, в ноябре 1796 года получил назначение унтер-егермейстером.
В январе 1797 года, стал бригадиром, и был назначен присутствовать в Военной коллегии по ремонтной части. В июне 1797 года получил чин генерал-майора. Приказом 8 января 1799 года был произведён в генерал-лейтенанты.
Назначен ярославским губернатором на место отца 28 октября 1800 года с присвоением гражданского чина тайный советник, но числился в должности только три дня, ибо уже 1 ноября Павел I по его просьбе переименовал его обратно в генерал-лейтенанты с оставлением на прежнем месте члена Военной коллегии.
При императоре Александре I 18 февраля 1816 года был пожалован в сенаторы. Похоронен вместе с отцом и мачехой в Толгском монастыре.

## Награды
- Орден Святой Анны 1-й степени — 26 апреля 1799 года
- Алмазные знаки к Ордену Святой Анны — 1808 год
- Командорский крест Ордена Святого Иоанна Иерусалимского — ноябрь 1800 года